# Юнселль, Бенгт Эдвард
Бенгт Э́двард Ю́нселль (швед. Bengt Edvard Jonsell, род. 1936) — шведский ботаник, специалист по флоре Скандинавии, а также по семейству Крестоцветные.

## Биография
Родился 11 июня 1936 года. Учился в Нючёпинге, в 1954 году поступил в Уппсальский университет. В 1968 году защитил докторскую диссертацию под названием Studies in the North-West European Species of Rorippa s. str. До 1977 года читал лекции в звании доцента в Уппсальском университете, затем перешёл в Стокгольмский университет, став старшим преподавателем.
С 1983 по 2001 год Бенгт Юнселль являлся директором Бергианского ботанического сада в Стокгольме и Бергианским профессором.
По инициативе Юнселля была начата подготовка к изданию многотомной серии монографий Flora Nordica, посвящённой детальному исследованию флоры Скандинавии.

## Некоторые публикации
- Jonsell, B. Studies in the North-West European Species of Rorippa s. str.. — Uppsala, 1969. — 222 p. — (Symbolae Botanicae Upsalienses, XIX).
- Broberg, G., Ellenius, A., Jonsell, B. Linnaeus and his garden. — Uppsala, 1983. — 48 p.
- Jonsell, B. A monograph of Farsetia (Cruciferae). — Uppsala, 1986. — 107 p.

## Растения, названные именем Б. Юнселля
- Cardamine jonselliana Al-Shehbaz, 2004